# Menelaos Asprou
Menelaos Asprou (in greco: Μενέλαος Άσπρου; 2 maggio 1945) è un ex calciatore cipriota, di ruolo centrocampista.

## Carriera
Tra il 1964 e il 1969 ha giocato 11 partite con la nazionale cipriota, segnando una rete.